# József Horváth (Handballspieler)
József Horváth (* 7. August 1947 in Bátmonostor; † 30. September 2022 in Madrid, Spanien) war ein ungarischer Handballtorwart.

## Karriere
József Horváth spielte auf Vereinsebene für TFSE, Vasas SC, Győri ETO KC und Várpalota. Mit Győri ETO KC, für den er zwischen 1964 und 1966 sowie 1971 und 1974 auflief, wurde er 1973 ungarischer Pokalsieger sowie ungarischer Vizemeister. Nach seiner aktiven Karriere trainierte er die Vereine Vasas SC, Várpalota, Zalaegerszegi Caolánál und Győri ETO KC. Weiterhin war er in Österreich als Trainer tätig.
Für die ungarische Handballnationalmannschaft absolvierte er insgesamt 119 Länderspiele. Bei den Olympischen Spielen 1972 in München belegte Horváth mit dem Team den achten Platz. Zudem nahm er an der Weltmeisterschaft 1970 (8.) und 1974 (7.) teil.